# Амвросій де Альмейда Кубас
Амвро́сій де Альме́йда Ку́бас (порт. Bispo Ambrósio, в миру Езекіель де Алмейда Кубас, порт. Ezequiel de Almeida Cubas, 6 вересня 1955, Капан-Боніту, штат Сан-Паулу) — єпископ Православної церкви Польщі, єпископ Ресифській, вікарій Ріо-де-Жанейрської єпархії.

## Біографія
1973 — закінчив Instituto de Educação «Barão de Suruí». У 1980 році закінчив факультет адміністрації та статистики в Faculdades Integradas Barros Melo. Потім отримав ступінь магістра ділового адміністрування по енергогосподарства.
1988 — став регентом в монастирському Преображенському храмі автономної Православної Церкви Португалії, яка була тоді в складі Православної церкви Польщі, в місті Мафра, Португалія. Трьома роками пізніше став іподияконом.
1997 — прийняв чернецтво, був висвячений у сан диякона та пресвітера, після чого піднесений до рангу архімандрита.
20 червня 1998 в Богородицькому соборі в Ріо-де-Жанейро був висвячений на єпископа Меіндо, вікарія Ріо-де-Жанейрської єпархії. На хіротонію прибули глава архієпископ Ріо-де-Жанейрський Хризостом (Муніз Фрейре), шість португальських архієреїв, і архієпископ Лодзький Симон Романчук.
Ймовірно саме він згадується під 2000 роком як «Амвросій, єпископ Меіндо» в тій же юрисдикції.
2001 — більшість архієреїв і парафій Португальської Церкви вийшли зі складу Польської Церкви. 2002? разом зі своїм правлячим єпархіальним архієреєм Хризостомом, єпископ Амвросій повернувся до складу Православної церкви Польщі.
Паства була нездатна утримувати його, відтак він працював у банку.
Окрім рідної португальської володіє англійською та французькою.